# تبجيل خرافي
التبجيل الخرافي هي عبادة كتاب أو تأليهه. وهو شكل من أشكال الوثنية. لا تسمح النصوص المقدسة لبعض الأديان بعبادة الأيقونات، ولكن بمرور الوقت تُعامل مع النصوص نفسها بأنها مقدسة مثل الأصنام وقد ينتهي الأمر بالمؤمنين إلى عبادة الكتاب فعليًا. يوسع الكتاب المقدس ادعاءات العصمة - ومن ثم الكمال - إلى النصوص، ما يحول دون الابتكار اللاهوتي أو التطور المتطور أو التقدم. قد يؤدي التبجيل الخرافي إلى الإحياء، ولا تسمح بإعادة الشفاعة، ويمكن أن تؤدي إلى اضطهاد المذاهب غير الشعبية.